# DIRT1600
DIRT1600(ダートセンロク)とは、お笑いグループ･BOOMERの河田キイチが、主宰し、作・演出などを手がける演劇ユニットである。

2001年9月に結成され、旗あげ公演は、2001年9月22日から30日まで、銀座・博品館劇場で上演された。
作品タイトルは、『 HO-BO  』。
主な出演者に、小橋賢児、佐伯日菜子、川村ひかるなどが、出演した。
制作は、ミュージカル・テニスの王子様などを手がける、ネルケプランニングが担当した。

二作目の公演は、2002年8月8日から14日、天王洲アイル・アートスフィア(現・天王洲銀河劇場)にて、上演された。
タイトルは、『ライアー・ガール』。
小池栄子が初舞台で初主演をつとめた。他の出演者に、森山未来、坂本あきら、あめくみちこなど、演劇界としても豪華な顔ぶれとなった。
作・演出は、ラサール石井が担当し、主宰である、河田本人は役者として出演した。この作品は、大阪公演(近鉄劇場)も行われた。

その後、しばらくのブランクののち、8年後の2010年に再び、DIRT1600(ダートセンロク)の活動を再開する。
その後は、年に2回から3回、精力的に公演活動を続け、出演者も、あらゆるジャンルから参加した。

過去の参加メンバーには、相方の伊勢浩二を始め、プリンプリン、金谷ヒデユキなどが、友情出演した。
また、過去の在籍メンバーには、クマムシの長谷川俊輔もブレイクするまでの数年間、名を連ねていた。
その後も演劇だけにとらわれず、一時期は、ヨーヨーの世界チャンピオンも起用し、客席を賑わした。

2018年6月27日、千種文化小劇場ホールにて、名古屋公演も行われた。
また、2018年より、アイドル･菜の香のプロデュースを手がけるようになる。

2019年7月27日、千種文化小劇場ホールにて、2度目の名古屋公演も行われた。

2020年1月、コント公演を上演。お笑い芸人の、やまもとまさみと、コウメ太夫の2人が友情出演で華を添えた｡
2020年2月より、『コウメ太夫のクックショー』をYouTubeで配信開始｡

## 現メンバー
- コモレビヨリ
- 柿崎裕人
- タッキー飯尾